# Jazowa (województwo podkarpackie)
Jazowa – wieś w Polsce położona w województwie podkarpackim, w powiecie strzyżowskim, w gminie Wiśniowa.
| SIMC    | Nazwa   | Rodzaj    |
| ------- | ------- | --------- |
| 0666911 | Dół     | część wsi |
| 0666928 | Góra    | część wsi |
| 0666934 | Granice | część wsi |
| 0666940 | Rzeki   | część wsi |

W latach 1975–1998 miejscowość administracyjnie należała do województwa rzeszowskiego.